# Культ Малинди
Международное служение хороших новостей (GNIM), широко известное как культ Малинди (а ранее как Servant PN Mackenzie Ministries) — христианская евангелическая группа в кенийском городе Малинди и его окрестностях, основанная Полом Нтенге Маккензи и его женой в 2003 году. Группа привлекла международное внимание в апреле 2023 года, когда выяснилось, что Маккензи проинструктировал членов массово морить себя голодом, чтобы «встретить Иисуса». Согласно веб-сайту группы и сообщениям средств массовой информации, они утверждают, что являются последователями Послания последнего времени Уильяма Бранхама.
Маккензи приобрел много последователей, в основном благодаря успешному убеждению своих адептов в том, что он может говорить напрямую с Богом. Группа категорически антизападна, такие удобства, как здравоохранение, образование и спорт, отвергаются как «зло западной жизни», а Маккензи осуждает Соединённые Штаты, ООН и католическую церковь как «орудия Сатаны». Группа также посвящает большую часть своих учений эсхатологии.
Начиная с конца 2010-х годов церковь Маккензи начала подвергаться новой волне проверок. В 2017 году Маккензи и его жена столкнулись с несколькими обвинениями, связанными с церковью. Его наказали за то, что он подстрекал студентов отказаться от образования после того, как назвал его «нечестивым», а также за радикализацию и отказ в медицинской помощи указанным детям впоследствии; в результате несколько детей погибли, а в 2017 году 93 ребёнка были спасены властями из церкви. После очередного ареста в 2019 году Маккензи покинул Малинди и направился в лес Шакахола. В 2023 году он снова был арестован по обвинению в подстрекальстве своих последователей морить себя голодом, чтобы «встретить Иисуса», в результате чего погибло не менее 89 человек.

## История
Good News International было основано в Кении в 2003 году Полом Нтенге Маккензи и его женой Джойс Мвикамба как небольшой евангельский центр. До его основания Маккензи работал таксистом в Найроби с 1997 по 2003 год, в течение которого ему четыре раза предъявлялись обвинения за его проповеди, но он был оправдан за отсутствием улик. Когда церковь начала процветать, пара переехала в деревню Мигинго в Малинди. Маккензи смог собрать большой культ последователей, в основном благодаря тому, что убедил свою паству в том, что может лично общаться с Богом.
В 2016 году, по неподтвержденным данным, член группы продал свою собственность на острове Ламу в пользу Маккензи за 20 миллионов кенийских шиллингов. На эти деньги проповедник якобы купил недвижимость в городах Момбаса и Малинди, два автомобиля и профинансировал телевизионную станцию для трансляции своего послания. Шаг его последователя убедил нескольких других членов последовать его примеру: продать свою собственность и пожертвовать деньги церкви.
В 2017 году Маккензи и Мвикамба были обвинены в содействии радикализации, а также в отказе детям в доступе к здравоохранению и образованию и в несанкционированном управлении школой и телевизионной станцией; последнее ускорило закрытие телевизионной станции в следующем году Кенийским советом по классификации фильмов. В 2018 году он подвергся критике со стороны лидеров сообщества, в том числе тогдашнего депутата Малинди, Аиши Джумва и других активистов за то, что часто подстрекал детей бросить школу без согласия родителей. Обвиняемые были освобождены после того, как следователи признали их невиновными. Маккензи обвиняют в радикализации детей, побуждении их бросить школу и отказаться от лечения. В результате несколько детей погибли, а в 2017 году государственные органы спасли 93 ребёнка из паствы Маккензи.
В 2019 году Маккензи был арестован за подстрекательство общественности против проекта электронной регистрации граждан Худума Намба, сравнив его с Числом Зверя. Его также обвинили в «промывании мозгов» и похищении детей, чтобы они присоединились к его секте. Во время суда Маккензи поддерживали ряд церквей и служителей, в том числе христиане Иисуса и другие последователи учения Уильяма Бранхама. Его вновь оправдали и отпустили.
Именно после этого случая он закрыл свою церковь в Мигинго и переехал в отдаленную коммуну в Шакахоле.

## Учения
Согласно веб-сайту группы и сообщениям средств массовой информации, Макензи и его жена утверждают, что являются последователями Послания последнего времени Уильяма Бранхама, неформальной глобальной сети церквей, возникшей из пятидесятничества-единства. Следователи обнаружили в коммуне брошюры с учениями Бранхама, которые были показаны в выпуске новостей. Канал Маккензи на YouTube содержит видеоролики, пропагандирующие учения Змеиного семени, версии которых используются сторонниками превосходства белой расы для подавления небелых рас и предотвращения смешения рас. Хотя «змеиное семя» происходит от теологии христианской идентичности Уэсли Свифта, не все приверженцы знают о её расовом происхождении и до сих пор применяют учение таким образом, чтобы оно предотвращало расовое смешение и усиливало расовую сегрегацию.
Было описано, что учения Пола Маккензи уделяют огромное внимание учениям конца света и являются антизападными. Маккензи выступает против «зла западной жизни», в которую входят медицинские услуги, образование, еда, спорт, музыка и «бесполезность жизни». В песне под названием «Антихрист» он осудил католическую церковь, Соединённые Штаты и Организацию Объединённых Наций как орудия Сатаны.
Маккензи считал, что кенийская система биометрической идентификации под названием Худума Намба была Знаком Зверя в соответствии с фундаменталистскими учениями Уильяма Бранхама. Он повторял теории заговора своим последователям, настаивая на том, что конец света неизбежен.

## Инцидент массового голода
В начале апреля 2023 года мужчина обратился в полицию после того, как его жена и дочь уехали из Найроби, чтобы присоединиться к отдалённой коммуне Маккензи в округе Килифи, и не вернулись. Когда полиция пришла в общину для расследования, они обнаружили истощённых людей и неглубокие могилы. 15 членов группы были спасены полицией; они заявили, что им было приказано уморить себя голодом, чтобы «встретить Иисуса». 15 последователей были в плохом состоянии; четверо умерли, не добравшись до больницы.
В течение следующих трёх недель полиция обыскала коммуну площадью 800 акров, обнаружив новые неглубокие могилы и выживших, умирающих от голода. Первые тела, извлечённые из могил, были в основном детскими. Полиция полагает, что в одной из могил находятся тела пятерых членов одной семьи — троих детей и их родителей. Власти также обнаружили несколько других истощённых людей, в том числе одного, который был похоронен заживо тремя днями ранее, он был доставлен в больницу. Местные власти начали запрашивать помощь у властей других юрисдикций. Власти полагали, что неизвестное количество пропавших без вести людей все ещё скрывается в лесу на территории коммуны и избегает контакта с властями, продолжая соблюдать пост. Власти сообщили, что члены коммуны активно пытались помешать поиску выживших.
Согласно показаниям полиции, Маккензи сказал своему последователю, что «пост будет засчитан, только если они соберутся вместе, и предложил им свою ферму в качестве места для поста. Они не должны были смешиваться ни с кем из „внешнего“ мира, если хотели попасть на небеса, и должны были уничтожить все документы, выданные правительством, включая национальные удостоверения личности и свидетельства о рождении».
По состоянию на 25 апреля 2023 года зарегистрировано 89 смертей, в том числе восемь человек, которые были найдены живыми, но позже скончались. Кенийский Красный Крест сообщил 25 апреля, что более 200 человек пропали без вести. По состоянию на 24 апреля спасено 34 истощённых выживших.
Маккензи и четырнадцать других членов секты были арестованы властями и содержатся под стражей в полиции.

### Реакция
Президент Кении Уильям Руто сказал, что «учения Маккензи противоречат любой подлинной религии».
Министр внутренних дел Кении Китуре Киндики заявил: «Это ужасное пятно на нашей совести должно привести не только к самому суровому наказанию виновных в злодеяниях в отношении стольких невинных душ, но и к более жёсткому регулированию (включая саморегулирование) каждой церкви, мечети, храма или синагоги в будущем».
Массимо Интровинье из Центра исследований новых религий сказал: «Маккензи может быть или не быть виновным в непредумышленном убийстве или убийстве, проповедуя голодание до смерти». Далее он сказал, что группы, которые поддерживали Маккензи и протестовали против его ареста в 2019 году, аргументируя это религиозной свободой, не должны нести за это ответственность.